# Kastbombning
Kastbombning är en metod som används vid flygbombning där flygplanet släpper bomben under kraftig stigning för att ge bomben fart uppåt och därmed åstadkomma en ballistisk bana. Kastbombning kan ge bomben en räckvidd på åtskilliga kilometer, men precisionen är mycket dålig vilket gör att kastbombning i stort sett enbart används med kärnvapen eller ”smarta bomber”. Vanligen är syftet med kastbombning att inte behöva närma sig ett välförsvarat mål mer än nödvändigt, men med kärnvapen är syftet oftast att lägga så stort avstånd som möjligt mellan flygplanet och detonationen.

## Metoder

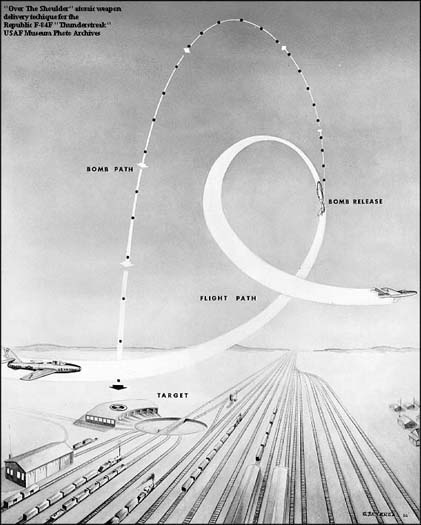
En schematisk bild som visar hur ett bakåtkast går till.

### Från låg höjd
Attackflygplan är ofta tvingade att flyga på låg eller mycket låg höjd för att undgå att upptäckas av radar. Bomber som släpps från låg höjd riskerar dels att inte hinna osäkras, dels att de träffar målet och exploderar innan flygplanet är på säkert avstånd. För att undvika det släpps bomberna under en kort och snabb stigning för att minimera tiden flygplanet exponerar sig för fientlig eld.

### Från hög höjd
Vid kastbombning från hög höjd kan betydligt större räckvidd uppnås. Om bomben är försedd med glidfenor som till exempel AGM-62 Walleye eller Bombkapsel 90 kan den glida upp till 60 km. Ofta inleds manövern med en kort dykning för att få upp högre fart innan bomben släpps.

### Bakåtkast
Om planet är tvunget att flyga över målet för att fastställa dess exakta position kan planet göra en kastbombsmanöver på väg bort från målet. Flygplanet gör då en full looping varvid bomben släpps efter att flygplanet har passerat vertikalplanet, vilket gör att bomben kastas bakåt. Metoden kräver att en dator räknar ut när bomben ska släppas och den genomfördes första gången 7 maj 1957 av en B-47 Stratojet.